# スバル・ソルテラ
ソルテラ（SOLTERRA）は、SUBARU（スバル）によって販売されているCセグメントクロスオーバーSUV型二次電池式電気自動車である。トヨタ自動車から発売されるトヨタ・bZ4Xの姉妹車である。
生産はbZ4Xとともにトヨタ元町工場が担当する。
トヨタ自動車と共同開発された二次電池式電気自動車（バッテリーEV）専用のe-スバルグローバルプラットフォーム（e-SGP、別名e-TNGA）を使用する初のスバル車となる。2022年までに米国、カナダ、日本、欧州、中国で販売開始予定。
安全・運転支援パッケージはSUBARU Safety Sense（第3世代Toyota Safety Sense）を採用する。

## 概要
2019年6月6日、トヨタとSUBARUは、中・大型乗用車向けのEV専用プラットフォーム、およびCセグメントクラス（大きめのコンパクトカー）のSUVモデルのEVを共同で開発することに合意し、共同で開発した車両を、各々のブランドにて販売する予定だと発表した。

2021年5月11日、車名が発表され、同年11月11日にワールドプレミアで内外装のデザイン、諸元が発表された。
2022年1月14日、東京オートサロン2022で、ソルテラ STIコンセプトが初公開された。3月6日、東京マラソン2021のオフィシャルパートナーとしてSUBARUがソルテラを車両提供した。
2022年4月14日、日本仕様車の価格ならびに5月12日から受注を開始することが発表された。全数リース販売となるbZ4Xと異なり、他のスバル車同様に現金一括やクレジットなど多数の購入プランが用意される。グレードはET-SS（前輪駆動、四輪駆動） とET-HS（四輪駆動のみ）の2種類で、車両価格はET-SS前輪駆動モデルが594万円、四輪駆動が638万円、ET-HS四輪駆動が682万円と発表された。
前輪駆動モデルが最高出力150 kW (201 hp; 204 PS) の1XM型モーターを1基、二モーター四輪駆動モデルが合計最高出力160 kW (215 hp; 218 PS) の1YM型モーターを2基搭載する。二次電池は総電力量71.4 kWh、総電圧355.2 Vのリチウムイオン二次電池を搭載する。
車両型式はトヨタ流の"XEAM10X/YEAM15X"であるが、SUBARUの社内型式として"EW"が与えられている。
受注開始間もない2022年6月にホイールを取付けているハブボルトが緩むことがあり、最悪の場合タイヤが脱落するおそれがあるとして、リコールの届け出があった。注文や試乗の受付を一時停止していたが、原因判明し恒久対策が決定した為、2022年10月より受注を再開した。
2022年11月、JNCAPで、自動車安全性能2022ファイブスター賞を受賞した。12月にはユーロNCAPでもファイブスターを受賞した。
2023年10月25日、改良モデルが発表された。「SUBARU Safety Sense」にアドバンストドライブ（渋滞時支援）、レーンチェンジアシスト、フロントクロストラフィックアラートを追加する機能拡充を行うとともに、セカンダリーコリジョンブレーキ（停車中追突対応）も追加。ステアリングホイールがオーバルタイプとなり、フロントパワーシートの調節範囲を拡大。ET-HSにはナノイーXが追加された。また、冷間時のバッテリー暖気性能向上等により、外気温による充電時間のばらつきが低減された。
2025年1月16日、改良モデルが発表された。視認性や使い勝手の向上を図るため、マルチインフォメーションディスプレイの表示が変更された。また、「一つのいのちプロジェクト」の提携先として屋久島環境文化財団とのパートナーシップ契約を同年1月15日に締結したことも発表され、九州スバルグループを通じてサポートカーとして提供されることとなった。
2025年後半、トヨタ・bZ4Xのマイナーチェンジに伴い、同様にモデルチェンジする予定。販売予定は未定である。スバル・ソルテラのモデルチェンジ予想画像

## ギャラリー

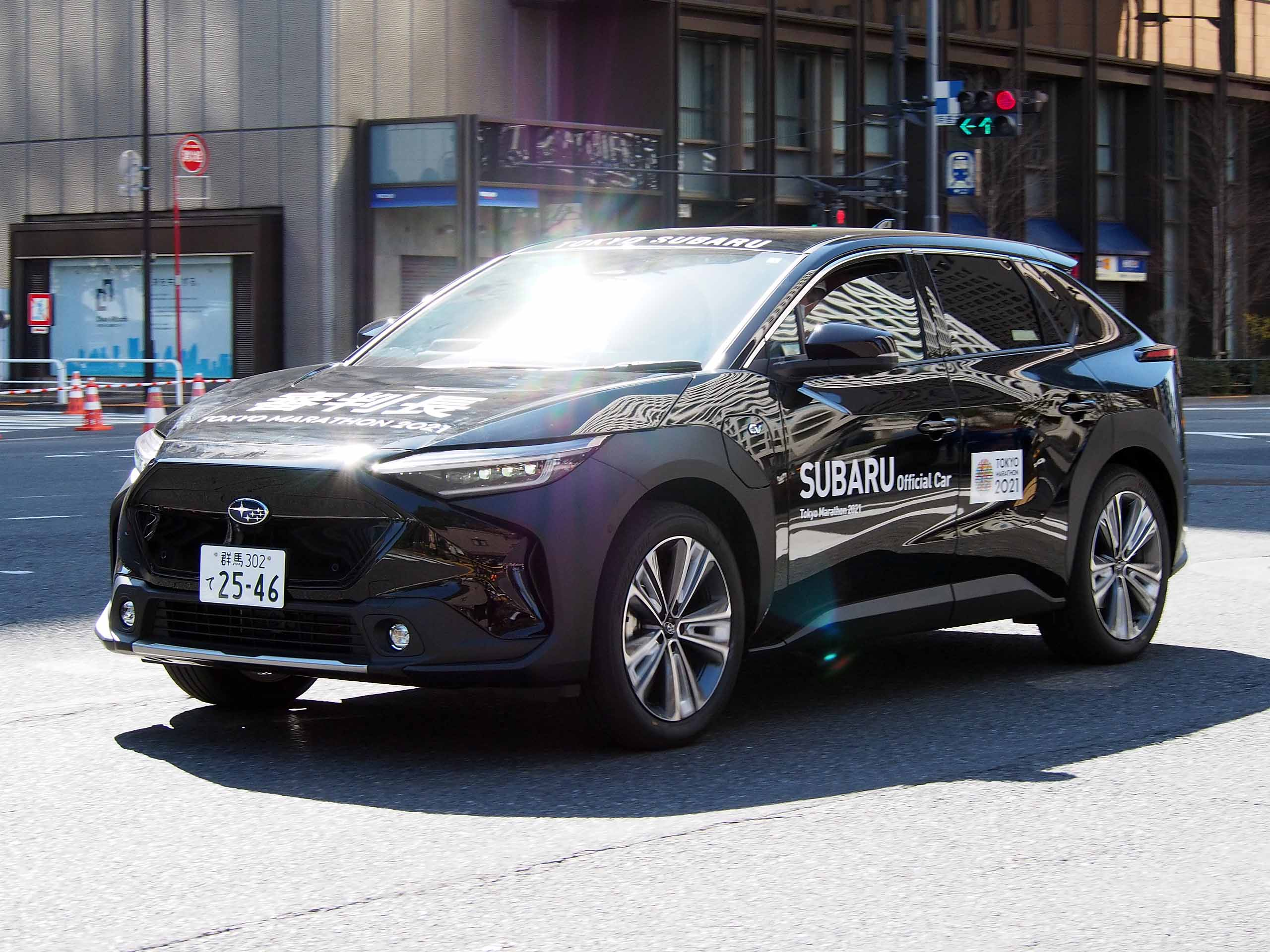
東京マラソン2021審判長車仕様
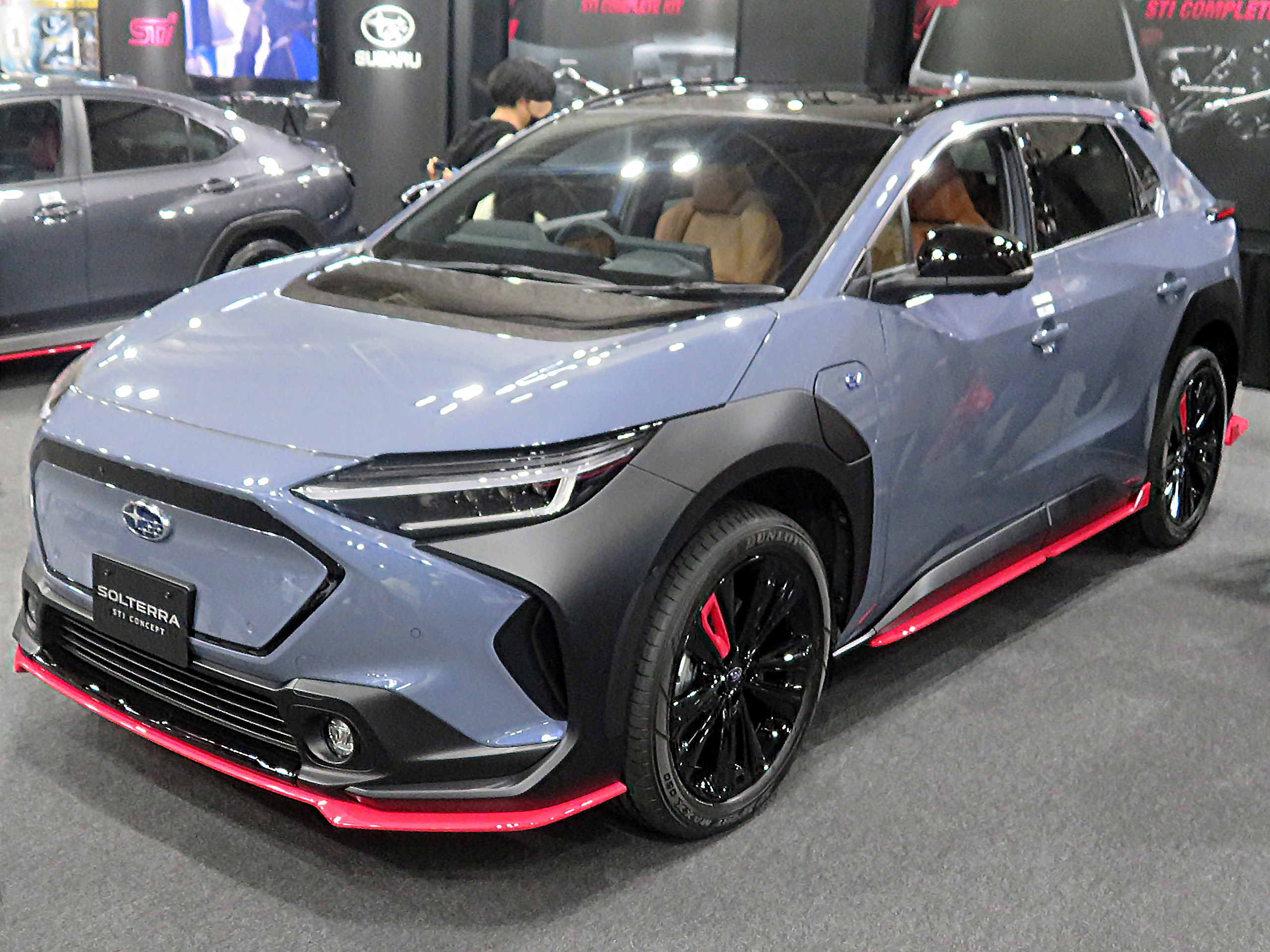
STI CONCEPT（大阪オートメッセ2022にて）
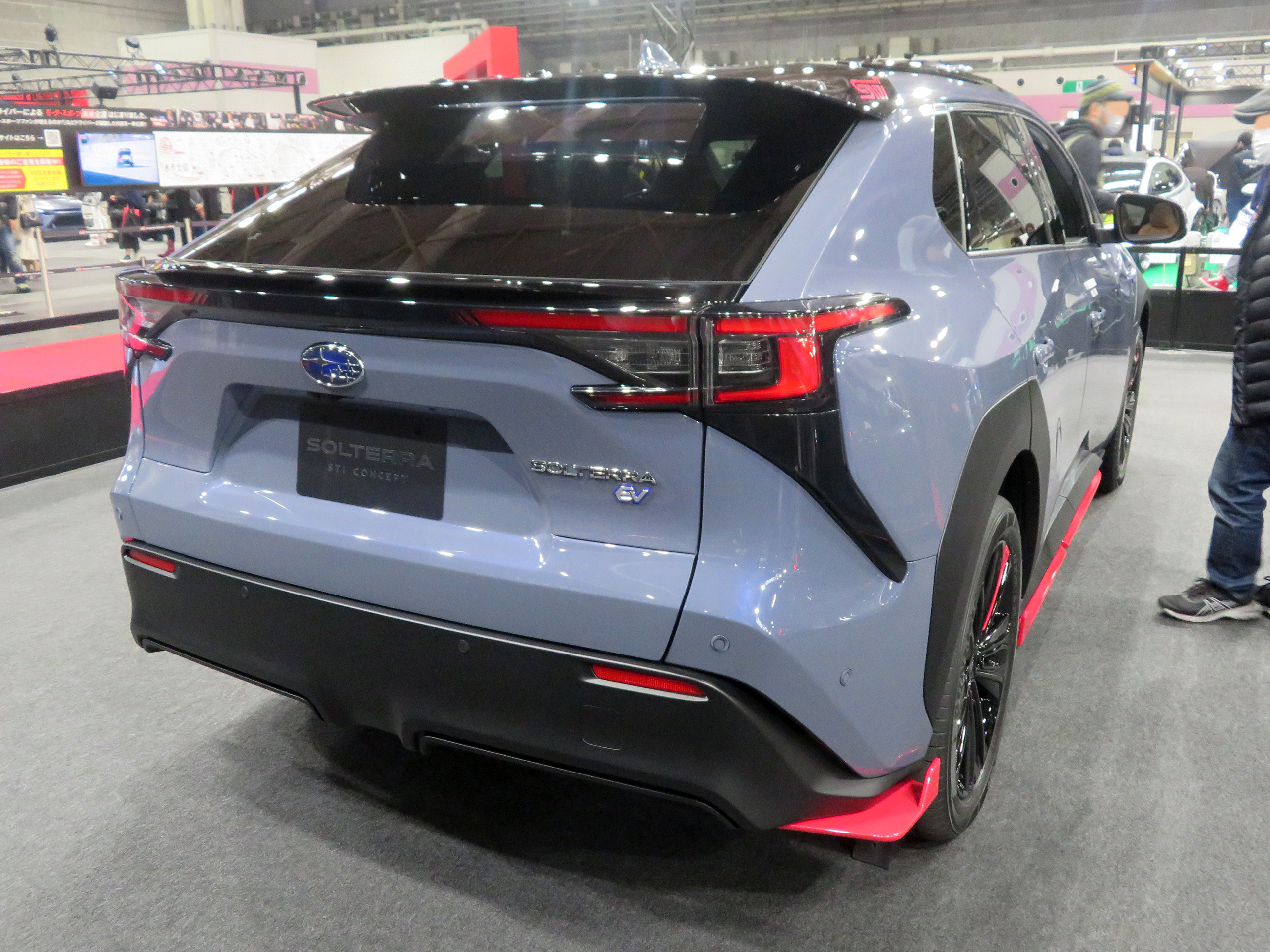
STI CONCEPT（大阪オートメッセ2022にて）リア

## トヨタ・bZ4Xとの差異
姉妹車のトヨタ・bZ4Xとは外装以外にもいくつかの違いが存在する。ソルテラはモーターによるエネルギー回生力を調節するためにステアリングにパドルを備える。走行モードにはbZ4Xに存在する「エコ」および「ノーマル」に加えて、「パワー」モードが存在する。また、四輪駆動モデルでは、bZ4Xは「エコ」モード時に完全な前輪駆動となる領域が存在するが、ソルテラは常時四輪に駆動力を伝える設定となっている。その他、bZ4Xよりもショックアブソーバーの減衰力が高い、bZ4Xよりも電動パワーステアリングのアシスト量が少し大きい、暖房の設備としてシートヒーターを後席左右にも装備する（bZ4Xは遠赤外線輻射ヒーターを装備）、上項でも記したとおりbZ4Xがリース契約のみに対し、ソルテラは販売などの違いがある。

## 車名の由来
「SOL（ソル）」と「TERRA（テラ）」（それぞれラテン語で「太陽」と「地球」もしくは「大地」を意味する）を組み合わせた造語。